# Montoria
Montoria est une commune ou une contrée appartenant à la municipalité de Peñacerrada dans la province d'Alava, situé dans la Communauté autonome basque en Espagne.